# ريتشارد غرين (مدرس)
ريتشارد غرين (بالإنجليزية: Richard Green)‏ هو مدرس أمريكي، ولد في 27 مايو 1936 في مينيفي في الولايات المتحدة، وتوفي في 10 مايو 1989 في مانهاتن في الولايات المتحدة بسبب ربو.